# 왕다중
왕다중(왕대중, 중국어: 王大中, 1935년 3월 2일 ~ )은 중화인민공화국의 교육자이다. 

## 약력
왕다중은 1935년 중화민국 허베이성 창리현에서 태어났으며, 1958년에 중화인민공화국 베이징 칭화 대학에서 공정물리학과를 졸업하였다. 1962년에 동 학과에서 석사 과정을 마쳤고, 1980년에는 독일의 통일에 앞서 서독으로 건너가  1982년 아헨 공과대학교에서 이학 박사 학위를 취득하였다. 칭화 대학 공정물리학과 교수로 재직하였고, 1994년부터 2002년까지 칭화 대학 교장을 역임하였다. 재임 기간 마오쩌둥•저우언라이 정부 당시에 한국 전쟁을 겪으면서 잃어버린 동 대학의 문이과, 경제학, 법학 분야 등의 초기 재건에 힘썼고, 대한민국을 비롯한 세계 각국의 대학들과의 교류 협력 사업에도 참여하였다.